# Mnich-Probostwo
Mnich-Probostwo – wieś w Polsce położona w województwie łódzkim, w powiecie kutnowskim, w gminie Oporów.
W latach 1975–1998 miejscowość administracyjnie należała do województwa płockiego.